# Luttike Rijn
De Luttike Rijn is een kleine restgeul van de Oude Rijn in de provincie Zuid-Holland.

## Loop
De rivier takt ter hoogte van de Gnephoek af richting het noordwesten. De rivier vormt samen met de Lagewaardse Wetering de grens tussen de Hoge Waard en de Lagewaardse Polder.
Op het punt waar de Luttike Rijn vroeger samenvloeide met de Oude Rijn is in de 13e eeuw kasteel “Groot Poelgeest” gebouwd.

## Geschiedenis
In de 12e eeuw vormt de Luttike Rijn de ontginningsbasis voor de gebieden ten noorden van de rivier. Rondom de rivier wordt in die tijd veel klei afgegraven, want veen was er niet.
Rond 1400 is de doorstroming van de Luttike Rijn in dusdanig slechte toestand dat besloten werd om iets ten noorden van de Luttike Rijn, de Lagewaardse Wetering aan te leggen. Dit betekende dat eigenaren aan de noordkant van de rivier een klein stuk land moesten afstaan.
Na voltooiing van de Lagewaardse Wetering slibde de Luttike Rijn langzaam dicht omdat deze zijn waterhuishoudkundige taak verloren had. Wat tegenwoordig rest is het begin van de rivier die eindigt bij een hoeve met dezelfde naam. Op dit punt begint de Lagewaarde Wetering enkele meters ten noorden van de loop.

## Trivia
In de 14e eeuw worden ten noorden van de Luttike Rijn de kastelen Klein Poelgeest en Den Toll gebouwd. In oostelijke richting bouwde men kasteel Foreest ten zuiden van de rivier.